# Соломоновка (Липецкая область)
Соломо́новка — деревня в Грязинском районе Липецкой области. Входит в состав Фащёвского сельсовета.

## География
Деревня находится на расстоянии 12 км к юго-западу от города Грязи, административного центра района.

### Часовой пояс
Деревня Соломоновка, как и вся Липецкая область, находится в часовой зоне МСК (московское время). Смещение применяемого времени относительно UTC составляет +3:00.

## Население
| 2010 | 2013 |
| ---- | ---- |
| 0    | →0   |